# Chelsi Smith
Chelsi Mariam Pearl Smith (Redwood City, 23 agosto 1973 – Mifflin, 8 settembre 2018) è stata una modella statunitense, eletta nel 1995 Miss USA e Miss Universo.

## Carriera
Di origini afro-americane, Chelsi Smith nel 1994 ha partecipato a Miss Texas USA e l'anno successivo a Miss Galveston County USA, vincendolo. Il 10 febbraio 1995 ha partecipato a Miss USA 1995, dove è stata incoronata vincitrice, diventando la settima texana ad ottenere il titolo. Il 12 maggio 1995 viene infine incoronata Miss Universo.
In seguito alla vittoria a Miss Universo, Chelsi Smith ha condotto il Soul Train Music Awards nel 1995. Inoltre è comparsa come testimonial per le pubblicità di diverse aziende fra cui Hawaiian Tropic, Jantzen, Pontiac e Venus Swimwear. Ha debuttato come attrice nella serie televisiva Martin, Due South e nel film Playas Ball. Insieme a Beyoncé Knowles ha condotto lo special Beyonce: Family and Friends in pay-per-view ed è apparsa sulla HBO in One Flight Stand con Marc Blucas e Aisha Tyler. Ha inoltre scritto e cantato il brano Dom Da Da, comparso nella colonna sonora del film La cosa più dolce.
È morta l'8 settembre 2018, a 45 anni, a causa di un tumore del fegato.